# Списак колонизованих далматинских породица у Станишићу (1945—1948)
Нова власт Демократске Федеративне Југославије, одмах по ослобођењу земље и окончању Другог светског рата маја 1945. године, почела је са интензивним припремама на обезбеђењу услова за нормалан живот људи. Једна од првих великих и трајних акција било је решавање сељачког питања и колонизација становништва из уништених крајева у Војводину. Та прва велика мера била је одлука Привремене владе ДФЈ од 23. августа 1945. године којом је донет Закон о аграрној реформи и колонизацији, а нешто касније, 8. септембра донета је и Уредба о насељавању бораца из динарских крајева у Војводину. Истог дана основана је у Новом Саду и Комисија за насељавање бораца у Војводини. За председника комисије изабран је потпуковник Димитрије Бајалица.
Законом и уредбама одлучено је да савезна колонизација у Војводини обухвати насељавање бораца НОР-а и њихових породица из свих република тадашње државе. Они ће се населити у напуштене куће и имања одбегле и у логор интерниране немачке мањине. Истовремено, вршиће се и тзв. унутрашња колонизација бораца из саме Војводине. У циљу брзог извођења колонизације, на седници Аграрног савета 8. септембра утврђени су рејони у Војводини за насељавање бораца. Министарство за колонизацију 2. августа 1945. године донело је одлуку да се у динарским крајевима почне одмах са подношењем молби за колонизацију. Пошто се радило о кратком времену вођена је жива и интензивна активност међу борачким породицама.
Интерес за колонизацију Војводине гледано у целини био је велик. До краја 1945. пристигло је готово 24.000 молби, највише с подручја Лике, њих 6.815, затим с Кордуна 4.829, из Далмације 4.533, Баније 2.038, Хрватског загорја 1.312, Горског котара 1.021, Загреба 903, Хрватског приморја 580 и осталих крајева 1.934 молбе. Од поднесеног броја и најоштрије услове задовољавало је око 12.500 молби.
Била је то највећа мирнодопска сеоба српског народа у новијој историји и на просторима Војводине. Више десетак хиљада Банијаца, Кордунаша, Личана и Далматинаца, али и становника других делова Хрватске и других народности, терано борбом за голи опстанак, напустило је 1945. и у годинама које су следиле своја вековна огњишта и у потрази за новим домом "возовима без возног реда" кренуло на исток - највише у Војводину. Ту су започели и нови живот. Закон о аграрној реформи и колонизацији био је правни и материјални оквир за ово пресељење. У четири године, колико је трајала савезна колонизација, из ратом опустошених крајева Баније, Кордуна, Лике, Далмације, Горског Котара и Хрватског приморја у Војводину се преселило близу десет хиљада породица или преко 52 000 особа, међу којима је било највише Срба.
Представници Далматинаца из више насеља дошли су у Станишић током октобра 1945. године због организовања колонизације својих сународника. У Станишић су их упутили представници покрајинске комисије за колонизацију која је одредила где ће се ко насељавати (Бељански 1985, 110-111). Досељавање колониста из Далмације вршено је највећим делом током 1945. и 1946. године. Путовало се пешице и запрежним возилима до сабирних центара, општинских котарских, бродом до Бакра, затим железницом од Сушака преко Загреба до Дунава. Прелази преко Дунава били су, зависно од транспорта до транспорта, преко Богојева или Новог Сада (Бељански 1985,
113). Постаја за искрцавање колониста који су путовали возом била је најчешће Нови Сад. Главнина колониста путовала је пругом Загреб-Београд, али је због растерећења правца део пребациван на подравску пругу преко Копривнице и Осијека. Из Осијека се даље путовало возом према Даљу где су пребацивани камионима у Богојево и даље у месту предвиђена за њихово насељавање (Матицка 1990, 66). Колонисти су носили са собом оно најосновније од покретне имовине коју су поседовали. О путу у Станишић из Далмације сведочио је Иван Мусулин:
Добро се сећам свога дечачког ратног пута, а након тога и досељавања у Бачку. Отац Јозо је као партизан погинуо на Сутјесци, мајка Матија је уздржавала нас седморо деце. Најпре нас је одвело у збег у Бриндиси, после рата нам је речено да идемо у Војводину. Сећам се да смо бродом ишли из Плоча до Бакра, а онда у вагонима за стоку десетак дана до Станишића. Пут с мора у равницу је био ужасан. Свашта се ту догађало. Чуо сам да је било и порода и смрти. Дошли смо у непознато, моја мајка као удовица, једнако као и све удовице, прошле су најгоре. Удовицама је било најтеже. Добили су најгоре куће, најмање земље… За те несрећне удовице нико није имао агитирати, учинити да прођу што је могуће боље, а не најгоре. Сви ми деца, заједно с нашом мајком, обрађивали смо земљу, радили на њивама, да бисмо преживели.
(Слободна Далмација, 27. април 2010.).
Први транспорт од око 150 породица био је предвиђен за насељавање Риђице. На прихвату колониста и расподели имовине радила је комисија национално мешовитог састава (у Станишићу Анте Војковић, Тодор Клисурић, Марин Цетинић, Стево Опачић – Глишин, Илија Просеница, Дане Матијевић, Дане Попић, Иван Буклијаш, Владо Урлић и др). Транспорт колониста са подручја Обровца, Задра, Книна и Сиња упућен за Риђицу на пропутовању стигао је 6. децембра 1945. у Станишић. Први досељеници у селу су затекли мањи број староседелаца који су заузели боље куће исељених Немаца. Те куће су морали напустити, осим активних учесника НОБ-а који су задржали право на заузете куће. У исто време у насељу је боравило око 2.000 сезонских пољопривредних радника из Македоније (Ђурић 1960, 73). Мештани Станишића прве насељенике су импресионирали срдачним дочеком, даривајући их јелима и пићима. Насељеницима се свидело насеље,а сазнали су и да је веће и богатије од Риђице те су одлучили остати у њему где су заузели куће дуж Жељезничке улице у западном делу насеља који је био најближи железничкој станици (Милуновић 1986, 172; Ђурић 1960, 74). Након шест недеља преговора са властима насељеници су били приморани крајем 1945. године преселити у више група за Риђицу (План колонизације покрајинске комисије у Новом Саду с председником Димитријем Бајалицом није се могао мењати те је издано наређење да композиција мора продужити за Риђицу. Према колонистима се покушало приступити тактички, уверавани су да Риђица није ништа лошије насеље од Станишића, у извесном смислу и боље и лепше насеље јер кроз њега протече река Плазовић (Киђош), има неколико језера богатих рибом, те велике површине под виноградима јер је у питању воћарско-виноградарски крај. Потом се приступило и политичким мерама и притисцима. Уверавани су чланови Партије и одговорне особе међу колонистима да својим примером омогуће реализацију планова колонизације. На тај начин осигурано је да 30 породица одмах крене пут Риђице запрежним колима, док су им се остале породице уз одбијања и покушаје да у Београду утичу на измену плана колонизације придружиле након више од месец дана (Милуновић 1986, стр. 172-176). За разлику од Милуновића Ђурић наводи да су колонисти били пореклом из бивших котарева Бенковац и Шибеник (Ђурић 1960, 74).
Други транспорт, односно први који је остао у Станишићу, с 230 породица приближно 1.500 чланова с подручја котарева Сињ и Сплит стигао је у Станишић на Светог Николу 19. децембра 1945. Трећи транспорт претежно из котара Книн са 180 породица приближно исто чланова као претходни транспорт стигао је у јануару 1946. Крајем јануара исте године дошао је и следећи транспорт са око 160 породица из разних крајева Далмације. Током јануара 1946. у Станишић је приспео део колониста са Шибенског подручја. За насељавање из неких мањих средина постоје сачувани подаци. Из Затона је прва група колониста од двадесетак особа кренула 13. јануара 1946. Била су то три брачна пара с 13 деце и једном старицом. Тридесетак дана касније упућена је друга група од 23 породице са 59 деце и две старије особе. Укупно је у две групе отишло 128 особа, од чега су брачни другови чинили 34%, деца 64% и старије особе 2% укупно исељених особа из Затона. Насељеници из некадашњег котара Метковић с 150 породица, чинили су главнину насељеника у петом транспорту током марта 1946. У априлу и мају исте године пристигле су и породице далматинског порекла, 72 породице међуратних насељеника, из Македоније. Реч је о углавном српским породицама са подручја Ервеника, Пађена, Мокрог Поља и других места у книнској, обровачкој и шибенској околини којима је након рата признато право на колонизацију из Македоније у Војводину (Милуновић 1986, 171-172; Бељански 1985, 130) (Када је априла 1941. године капитулирала Краљевина Југославија, сви насељени у Македонији су протерани, на чему је радила бугарска полиција. Породице су јуна 1941. године возом отпремљене у Ниш, и нашле су се у тешком социјалном положају. Највише их се окупило у Неготинској крајини, где ће остати до 1945. када ће прећи у Бачку, тачније у Бачко Добро Поље на рад, одакле су маја 1945. године прешли у Станишић, и на њих се односи појам "аутоколонисти".). Посљедњи транспорт с 150 породица пристигао је у јесен 1946. године из разних крајева Далмације. Око 60 породица се задржало у Станишићу док су остали преселили у Сивац. И након посљедњег већег транспорта било је досељавања појединачних или мањих група породица. Укупно је насељено 1.029 породица са 5.430 чланова.
Доласком на одредиште колонисти су смештени у заједничке просторије на двадесетак дана. Првих дана по доласку колонисти су добијали храну из централне кухиње месног народног одбора која се налазила на Главној улици (данашња Улица Ослобођења). Након тога породицама су додељиване појединачне куће, а било је случајева где је више породица смештано у једну кућу. Убрзо је једна улица у насељу добила назив "Далматинска" према регионалном пореклу већине колониста. Колонистима, је додељено 11.500 јутара обрадивих површина. Породице су добијале између 6-8 до 10-14 јутара земље зависно о бројности породице и евентуалним посебним заслугама у рату члана или чланова породице. Знатни број колониста уносио је своју земљу у сељачке радне задруге (Бељански 1985, 131). Истодобно са завршетком насељавања далматинских породица извршено је додељивање земље месним интересентима (укупно 608 јутара). Земљу је добило 100 мађарских породица, 69 српских и 7 хрватских (Бељански 1985, 131). За разлику од осталих насеља у Бачкој колонисти се нису значајније груписали према пореклу крајева из којих су се насељавали већ су „од првих дана, Приморци, Книњани, Врличани и др. били су измешани међу собом“ (Ђурић 1960, 74) док су староседеоци остали концентрирани већином у јужном делу насеља тзв. „Јамрталу“ (Из немачког jammer tal „долини плача“, „долина беде“ како су Немци звали сиромашнији, нижи и подземним водама изложен део насеља. ). С друге стране током оснивања сељачких радних задруга 1946. године постојала је поларизација према регионалном пореклу колониста. Од 867 породица које су се задржале у Станишићу 1956. године према пореклу насељавања било је: из некадашњег котара Сињ 242 породица, Бенковац 161, Книн 141, Сплит 111, Шибеник 85, Метковић 49, Макарска 22, Дрниш 21, Имотски 18, Задар 6, Корчула 3, Војнић 3, Оточац 2, Никшић 1, Гацко 1 и Грачац 1 обитељ (Ђурић 1960, 74). Анализом исходишних места колониста које је објавио Миленко Бељански налазимо и неколико породица с подручја Ријеке, Иванић Града и Дубровника (Бељански 1985, 113-128), а постоје и сећања да их је било са острва Брача, но они су се убрзо по насељавању већином вратили у завичај (Слободна Далмација, 27. април 2010.).
Према првом послератном попису 1948. године, у Станишићу је укупно 7.741 становника

## Повратак колониста у Далмацију
Масовног напуштања било је у два наврата; у јесен 1947. и 1948. године. Повратку у завичај допринели су осим неприлагођавања на нове услове живота, разочараност приликама у местима колонизације и психолошки узроци настали након избијања резолуције информбироа 1948, блокада граница уз несигурност због граничног положаја насеља у којима су живели као и присутност знатног броја припадника неславенских народа (Ђурић 1960, 15, 74-75). Многима није одговарала клима, највише становништву са острва и приобаља, већини је била непозната техника пољопривредних радова и узгоја култура различитих од оних у медитеранском поднебљу, недостајало је оруђа за рад, многи су се жалили на квалитет воде, а била је и јака носталгија за старим крајем. Томе треба додати и чињеницу како је део насељеника био слабог здравља и једва способан за физички рад на пољу. На здравствено стање колониста негативно је утицало, осим тешког пута и заразних болести, избеглиштво бројних далматинских породица у Италији (Бари, Бриндизи) и Египту (Ел Шат) 1944—1945. Њихов повратак у Југославију започео је у априлу 1945. и трајао све до 1946. године, дакле непосредно пре колонизације.
Климатски контраст досељеном становништву био је посебно изражен јер је већина транспорта из Далмације у Војводину пристигла зими или у рано пролеће. Непосредно по доласку у великом броју су се разболевали од болести дисајних путева. Ипак, Далматинци су се мање разболевали од неких болести попут туберкулозе у односу на Личане и Кордунаше из околних села (Ђурић 1960, 79). Често су се враћали стари којима је најтеже падала аклиматизација и болесни. Било је и незадовољника који у местима насељавања нису наишли на оно што су очекивали или им је обећавано. Не треба сметнути са ума да су досељеници били свесни чињенице да су насељавани у куће насилно истераних Немаца од којих су неки истовремено у време њихова насељавања били затворени у логорима Крушевље и Гаково, свега неколико километара ваздушне линије од Станишића и Риђице. У таквим околностима била је присутна нелагода, осећали су се уљезима, јер су на туђем (Слободна Далмација, 27. април 2010.). Из Станишића се вратило 150 породица.
Након неколико месеци у Војводини, већ су се одвајали колонисти који су се хтели вратити у завичај. С политичког стајалишта то је било непожељно па се спречавало бирократским методама. Коначно је са повећавањем спољнополитичких напетости и блокаде граница већи број колониста почео напуштати куће и земљу те се у групама враћати. Са подручја Затона код Шибеника до краја 1948. године, „сви су се колонисти (осим једне породице) вратили у Затон и у својим врећама и џаковима понели део љетине и покретне имовине из станова“ (www.zaton-оnline.com). Преостале далматинске породице одржавале су блиске везе са онима у завичају, а у новој средини одржаване су присне везе између колониста у Станишићу и Риђици па нису били ретки случајеви склапања бракова између становништва тих насеља. Временом ће доћи до развијања локалног патриотизма па и антагонизма спрам „других“ независно о националности становника тих двеју насеља. Касније су склапани и бракови између досељеника и староседелаца као и национално мешовити бракови било између колониста Срба и Хрвата или са староседеоцима Србима и Мађарима. Првих година након колонизације ако су се досељеници венчавали са староседеоцима, у правилу су колонисти за жену узимали из староседелачке куће, док су обрнути случајеви били ретки „што указује на положај и улогу жене“ (Ђурић 1960, 17). Природни прираст код колониста био је изразито висок у првим годинама након насељавања, код оних у Станишићу до 1952. године преко 42 промила и у Риђици до 1954. године преко 33 промила (Ђурић 1960, 75, 89). Од Далматинаца који су остали у Станишићу и Риђици у привредном животу су се, према Ђурићевим тврдњама, боље снашли Приморци него они пореклом из Далматинске загоре, а у раду су се посебно истицале жене (Ђурић 1960, 25).

## А
- Алвиж Јура Перка рођена Локас дошла је са 4 члана породице из Раслине код Шибеника.
- Алексић Петра Андрија 3 из Бриста код Макарске.
- Алфировић Марка Стево 7 из Плавна код Книна.
- Алфировић Саве Стојан 7 из Плавна код Книна.
- Амановић Илије Саво 5 из Врбника код Книна.
- Амула Баре Анте 4 из Затона код Шибеника.
- Анђелић Божина Иван 5 из Винишћа код Трогира.
- Анталос Јерка Ратко 5 из Заблаћа код Шибеника.
- Аничић Мате Динко 3 из Стиља код Бенковца.
- Арић Анте Мате из Сиња.
- Арић удова Анте Марица рођена Думић 4 из Каштела код Сплита.
- Арић Мате Јозо 4 из Сиња.
- Арнаут Симе Никола 9 из Косора код Врлике.
- Артић Анте Иван из Гугаре код Омиша.
- Атељ Јосе Вице 6 из Заграде код Бенковца.
- Аћимовић Аћима Јела 4 из Главине код Имотског

## Б
- Бабић Николе Шиме је стигао са 7 чланова породице из Будимира код Сплита.
- Бабић Стевана Душан 5 из Мокрог Поља код Книна.
- Балаћ Петра Пантелија 6 из Ервеника код Книна.
- Балаћ Симе Никола 10 из Ервеника код Книна.
- Балетић Антуна Станко 4 из Кленка код Макарске.
- Баљак Јована Душан 7 из Мушковаца код Бенковца.
- Баљак Јована Милан 3 из Мушковаца код Бенковца.
- Баљкас Јосипа Иван 4 из Шибеника.
- Бан Ивана Анте 7 из Врпољца код Шибеника.
- Бан Ивана Стипан 7 из Врпољца код Шибеника.
- Банић Стевана Аница рођена Барак 7 из Бргуда код Бенковца.
- Бара Анте Јосип 8 из Примоштена код Шибеника.
- Барада Ђуре Арижа 3 из Трогира.
- Бараћ Луке Божо 3 из Бараћа код Мућа.
- Барбир Марка Драго 3 из Дражевића код Метковића.
- Барета Анте Блаж 4 из Округа код Трогира.
- Барета Анте Божо 2 из Округа код Трогира.
- Барета Марина Марко 4 из Округа код Трогира.
- Барета Маринка Јозо из Округа код Трогира.
- Баришић Ђуре Милан 6 из Цетине код Врлике.
- Баришић Милоша Милан 5 из Цетине код Врлике.
- Бартуловић Анте Светинко 4 из Градаца код Макарске.
- Батинић Јуре Стипан 5 из Макарске.
- Баук Стипе Владо 2 из Локве код Омиша.
- Баус Јакова Мате 8 из Пировца код Шибеника.
- Бачић Филе Марко из Вела Луке на Корчули.
- Баџа Ђуре Петар 4 из Билишана код Бенковца.
- Баџа Филипа Радивој 5 из Билишана код Бенковца.
- Баџа Филипа Лазар 7 из Билишана код Бенковца.
- Башић Анте Јаков 7 из Трнопоља код Трогира.
- Башић Васе Илија 8 из Баљака код Дрниша.
- Башић Јозе Тонка 7 из Винишћа.
- Башић удова Лазе Марта рођена Тарлаћ 3 из Баљака код Дрниша.
- Башић Матије Анка рођена Ујевић 3 из Кривог Дола код Имотског.
- Башић Луке Стево 6 из Баљака код Дрниша.
- Беара Јована Лука 17 из Беара (Зелово) код Мућа.
- Безбрадица Тодора Илија 9 из Кистања.
- Беламарковић Ивана Никола 5 из Шибеника.
- Бербер Аврама Милош 7 из Билишана.
- Бербер Аврама Стојан 6 из Билишана.
- Бербер Јакова Тодор 8 из Билишана.
- Бербер Манојла Миле 4 из Билишана.
- Бербер Паве Драго 3 из Билишана.
- Беровић Мате Дума рођена Локас 3 из Раслине.
- Бијанко Ђуре Душан 7 из Крупе код Бенковца..
- Билас Анте Недељко 3 из Бришта код Макарске.
- Биле Мате Ловро 2 из Затона.
- Биљаковић Крижана Шимун 4 из Рогознице.
- Бједов Илије (или Бједов Трифуна) Никола 7 из Мокрог Поља код Книна.
- Бједов Петра Саво 6 из Мокрог Поља код Книна.
- Бјелобрк Николе Ђуро из Цвиљана код Врлике.
- Блажевић Петра Иван 4 из Шибеника.
- Бласлов Боже Јосип 4 из ???.
- Бобан Мате Ловро 6 из Пругова код Сплита.
- Бобанац Анте удова Манда 5 из Завојана код Вргорца.
- Бобанац Ивана Марија 4 из Кљенка код Вргорца.
- Боговац Васе Лука 8 из Бравчевог Долца код Сиња.
- Боговац Дамјана Митар 6 из Лактаца код Сиња.
- Боговац Илије Ђуро 10 из Лактаца код Сиња.
- Боговац Јована Шпиро 4 из Лактаца код Сиња.
- Боговац удова Филипа Милица рођена Ковачевић 5 из Лактаца код Сиња.
- Бодрожић Боже Ђуро 8 из Кољана. код Врлике.
- Бодрожић Митра Петар 9 из Кољана. код Врлике.
- Бодрожић Саве Миле 5 из Кољана. код Врлике.
- Бодрожић Томе Тодор 5 из Кољана. код Врлике.
- Божан Анте Јозо 6 из Марине код Трогира.
- Божан Мате Мијо 5 из Марине код Трогира.
- Божић Николе Ивко из Зечана код Омиша.
- Бокшић Анте Иван 2 из Завојана код Вргорца.
- Бокун Илије Лука 2 из Кољана.
- Бокун Јакова Мијо 4 из Кољана. код Врлике.
- Бокун Крсте Васо 5 из Кољана. код Врлике.
- Бокун удова Милица из Врлике.
- Бокун удова Петра Марија рођена Бодрожић3 из Кољана. код Врлике.
- Боланџа Јуре Гашпар 6 из Примоштена-Широко код Шибеника.
- Боланџа Крижана Илија 7 из Везца-Стон код Шибеника.
- Боланџа Крсте Иван 3 из Примоштена.
- Боланџа Пашка Стипан 5 Широко код Шибеника.
- Борак Петра Рајко 5 из Гошћа код Кистања.
- Борак Томе Никола 7 из Гошћа код Кистања.
- Борковић Бранка Цвита 4 из Лактаца.
- Борковић удова Јована Боја рођена Новаковић 7 из Броћанца код Сплита.
- Борковић Филипа Јован 7 из Врлике.
- Борковић Филипа Петар 5 из Врлике.
- Боровић Васе Марко 4 из Вучевице код Сплита.
- Боровић Ђуре Никола 8 из Вучевице код Сплита.
- Боровић Николе Божо 3 из Вучевице код Сплита.
- Боснић Матеја Матеј 5 из Блата.
- Борић Анте Иван 2 из Завојана код Врлике.
- Борчић Јакова Иван 3 из Постиље на Вису.
- Бошковић Ивана Петар 6 из Бачине код Макарске.
- Богуновић 2 из Бамера.
- Брајковић Николе Јере 6 из Дубравице код Кистања.
- Брајковић Роке Иван 6 из Дубравице код Кистања.
- Бркљача Павле Анте 4 из Раштевића код Бенковца.
- Брачуљ Јуре Анте 8 из Бителића.
- Брачуљ Марко из Бителића.
- Брачуљ Анте Божо или Марко 5 из Бителића.
- Брљевић удова Јурина Манда рођена Решетар 4 из Ораха код Вргорца.
- Брстило Ивана Анте из Медовогдолца код Имотског.
- Буа Ивана Никола 7 из Шибеника.
- Буа Грге Анте 8 из Билице код Шибеника.
- Бубле Петра Ћиро 2 из Трогира.
- Бугарин Анте Андрија 7 из Поди код Триља.
- Бугарин Мишка Јаков 9 из Поди Триља.
- Будић Јозе Марко 3 из Будимира.
- Будић Стипана Петар 5 из Будимира.
- Буклијаш Петра Иван 6 из Завојана код Вргорца.
- Булат Мате Стјепан 8 из Заострога код Макарске.
- Булић Ивана Марин 11 из Дугара код Омиша.
- Булић Филипа Иван 9 из Доњег Огара код Мућа.
- Буличић Анте Стипан 5 из Округа.
- Буловић Боже Миле 2 из Бителића.
- Буловић удова Боже Ката рођена Пркут 5 из Бителића.
- Буловић Васе удова Јела рођена Шега 4 из Бителића.
- Буловић Васе Марко 4 из Бителића.
- Буловић Ђуре Илија 6 из Бителића.
- Буловић Ђуре Никола 6 из Бителића.
- Буловић Ђуре Митар или Петар 8 из Бителића.
- Буловић Илије Никола 7 из Бителића.
- Буловић Јакова Миле 9 из Бителића.
- Буловић Јована Никола 3 из Бителића.
- Буловић Мије Петар 7 из Бителића.
- Буловић Лазе Крсто 9 из Бителића.
- Буловић Лазе Ђуро 5 из Бителића.
- Буловић Лазе Стеван 10 из Бителића.
- Буловић Луке Никола 10 из Бителића.
- Буловић Луке Петар 8 из Бителића.
- Буловић Петра удова Боја рођена Буловић 6 из Бителића.
- Буловић Петра Илија 5 из Бителића.
- Буловић Петра удова Милива рођена Буловић из Бителића.
- Буловић Петра Никола 5 из Бителића.
- Буловић Петра Симо 6 из Бителића.
- Буловић Симе Јован 5 из Бителића.
- Буловић Симе Петар 9 из Бителића.
- Буловић Стевана Петар 4 из Бителића.
- Буловић Филипа Миле 13 из Мушковаца.
- Буљан Стипе Иван 6 из Бителића.
- Буљевић Луке Станко из Бителића.
- Буљевић Мије Јосип 4 из Жрнова код Сплита.
- Буљевић удова Николе Милица рођена Куриџа 5 из Билишана.
- Буљевић Саве Никола 6 из Мушковаца.
- Буљевић Стевана Марко 4 из Мушковаца.
- Буљевић Тодора Стеван 9 из Мушковаца.
- Бундало Глише Васиљ 7 из Жегара код Обровца.
- Бурсаћ удова Милоша Марија рођена Торбица 3 из Плавна.
- Буструц Анте Јуре 5 из Пашичине код Метковића.
- Буструц Мате Матија рођена Ждерић 4 из Грнченика код Макарске.
- Бучић Илије Јаков 8 из Цркваца код Мућа.

## В
- Вагић Анте Анте из Богашића код Книна.
- Вардо Марка Крешимир 7 из Сиња.
- Веселиновић Марка Андрија 3 из Зеленграда код Бенковца.
- Вечерина Николе Мара рођена Алавања 4 из Мушковаца.
- Вечерина Саве Дмитар 11 из Мушковаца.
- Видаковић Луке Мате 6 из Горњег Долца код Сплита.
- Видовић Блаже или Петра Томо 5 из Винишћа.
- Виталић Марјана Адам 3 из Подхумља на Вису.
- Витаз Јована Љубомир 7 из Бргуда.
- Витаз Марка Стеван 2 из Коларине код Бенковца.
- Витасовић Мате Иван 3 из Живогошћа код Макарске.
- Вицков Јуре Јозо 4 из Ситно код Сиња.
- Вичић Петра Бено 5 из Жедно код Трогира.
- Влахов Вјекослава Луцијан 2 из Водица код Шибеника.
- Војводић Лазе Ђуро 6 из Парчића код Кистања.
- Војводић Милана Душан 9 из Парчића код Кистања.
- Војковић Јуре Анте 4 из Гљева код Сиња.
- Вранић Шиме Роко 7 из Кластова код Кистања.
- Вудраг Јосипа Стипе 3 из Шибеника.
- Вујаковић Прокопа Душан 5 из Биовичиног Села код Кистања.
- Вујасиновић Павла Спасоје 4 из Ивошеваца код Кистања.
- Вујичић Јозе Мате 5 из Ораха код Вргорца.
- Вујичић Мије Иван 9 из Кољана.
- Вујко Томе Саво 4 из Велике Главе код Кистања.
- Вујко Мате Никола 4 из Доњих Тијарица код Триља.
- Вулић Филипа удова Цвита 4 из Врлике код Сиња.
- Вундук Глише Јека рођена Торбица 9 из Плавна.
- Вундук Тодора Тодор 6 из Плавна.
- Вукадиновић Стевана Лазар 10 из Мушковаца.
- Вукадиновић Стевана Саво 6 из Мушковаца.
- Вукадиновић Стевана Шпиро 6 из Мушковаца.
- Вукасовић Франа Иван 8 из Брница код Сиња.
- Вукосављевић Младена Благоје 4 из Велике Кикинде.
- Вудраг Петра Крсто 4 из Црние код Шибеника.
- Вукман Боже удова Цвита 2 из Сегета код Трогира.
- Вукман Шпире Иван 5 из Сегета код Трогира.
- Вукојевић Ивана Мате 3 из Кленка код Вргорца.
- Вукојевић Јандре Милош 5 из Оћестова.
- Вукојевић удова Николе Ика рођена Маринчић 6 из Оћестова.
- Вукојевић Стевана Петар 3 из Оћестова.
- Вуковић Јозе Анте 10 из Бителића.
- Вуковић Лазе Лазо 6 из Миочића код Дрниша.
- Вукша Николе Љубица 3 из Парчића.
- Вученовић Јована Тодор 5 из Рамљана код Книна.
- Вученовић Крсте Никола 4 из Кољана.
- Вученовић Николе Стеван 7 из Цетине код Врлике.
- Вученовић Петра Васо 9 из Кољана.
- Вученовић Симе Стана рођена Вученовић 4 из Вученовића код Врлике.
- Вученовић Стевана Шпиро 7 из Вученовића код Врлике.
- Вученовић удова Стевана Манда рођена Вученовић 4 из Кољана.
- Вучковић Василија Лазар 4 из Мушковаца.
- Вучковић Василија Илија 8 из Мушковаца.
- Вучковић Василија Тодор 6 из Обровца код Бенковца.
- Вучковић Илије Тодор 6 из Велике Полаче код Книна.
- Вучковић Ловре удова Ива рођена Путник 4 из Гљева.
- Вучковић Петра Божо 7 из Мушковаца.
- Вучковић Саве Никола 7 из Велике Полаче.

## Г
- Гавранић Антуна Кузман 3 из Блата на Корчули.
- Гагић Илије Данило 11 из Зеленграда код Бенковца.
- Гагић Ђуре Петар 4 из Зеленграда код Бенковца.
- Гагић Марка Ђуро 9 Из Зеленграда код Бенковца.
- Гајић Данила Илија 8 из Отишића код Врлике.
- Гајић Ђуре Петар 4 из Отишића код Врлике.
- Гак Душана Саво 10 из Затона.
- Гамбирожа удова Саве Зорка рођена Милинковић 8 из Мокрог Поља.
- Гатара Крсте Никола 6 из Шибеника.
- Гиљевић Грге Недељко 2 из Баћине.
- Гиљевић Павла Недељко 5 из Баћине.
- Гладовић Павла Јован 6 из Варивода код Шибеника.
- Гламужина Јуре Иван 6 из Стиља код Вргорца.
- Гњатовић Антонија Никола 4 из Билишана.
- Гњатовић Антонија Симо 6 из Билишана.
- Гњатовић Лазара Васиљ 6 из Билишана.
- Гњатовић Петра Никола 6 из Билишана.
- Гњатовић Стевана Никола 6 из Билишана.
- Гњатовић Шпире Димитрије 8 из Билишана.
- Гњеч Мије Мате 6 из Пасичине код Метковића.
- Гњидић Милоша Ранко 7 из Крњеува код Кистања.
- Говорушић Ивана Анте 5 из Бителића.
- Гостовић Анте Недељко 3 из Винишћа.
- Грацин Ивана Шпиро 6 из Стаора код Шибеника.
- Грацин Марина Душан 2 из Стаора код Шибеника.
- Грбић Ивана Доминко 8 из Живогошћа.
- Грга Анте Иван 2 из Доњег Сегета код Трогира.
- Грга Боже Која 5 из Доњег Сегета.
- Гргоња удова Боже Боја рођена Муцало 4 са Хвара.
- Гргуриновић Анте Јерко 4 из Бистре.
- Гргуриновић Ивана Јозо 4 из Бистре.
- Грков Мије Анте 3 из Врсина код Трогира.
- Грмаја Мате Јозо 8 из Позле Горе код Метковића.
- Грубишић Јосипа Иван 4 из Корошце код Мућа.
- Груловић Милоша Јека 6 из Груловића код Книна.
- Гуглета Рада Стеван 4 из Билишана.
- Гуглета Тодора Душан 4 из Билишана.
- Гуглета Тодора Лука 5 из Билишана.
- Гужвица Данила Обрад 5 из Крупе.
- Гужвица Ђуре Ђуро 4 из Крупе.
- Гундић Ивана Анте 9 из Дубровице код Шибеника.
- Гуњача Крсте Иван 3 из Примоштена.
- Гуњача Марка удова Јела рођена Младеновић 4 из Будимира.
- Гусић Ивана Стипан из Граба код Триља.
- Гусић Луке Јаков 6 из Граба код Триља.
- Гусић Марка Шимун 8 из Граба код Триља.
- Гусић Мартина Дујо 3 из Граба код Триља.
- Гусић Мате Мартин 5 из Граба код Триља.
- Гусић Мишка Дујо 2 из Граба код Триља.
- Гусић Мишка Иван 8 из Граба код Триља.
- Гусић Петра Луца рођена Гусић 2 из Граба код Триља.
- Гусић Петра удова Мара рођена Пето 7 из Граба код Триља.
- Гусић Шимуна Иван 5 из Граба код Триља.
- Грбеља Стипе Никола 5 из Раслине.

## Д
- Давидовић Николе Марко 5 из Мириловић Поља код Дрниша.
- Двокић Глише Петар 9 из Плавна.
- Девић Дамјана Томо 4 из Штикова код Дрниша.
- Девић Луке Мато 5 из Гљева.
- Делаш Јоце Петар 11 из Зелова код Сиња.
- Делић Грге Јаков 4 из Прибуде код Мућа.
- Делић Рада Никола 6 из околине Оточца.
- Денић Мрка Гојко 3 из Кољана.
- Денић Стевана Петар 4 из Кољана.
- Деспинић Марка Никола 7 из Отишића.
- Деспотовић Шимуна Драго 5 из Крушвара код Сиња.
- Дмитровић Ивана Драгиња 5 из Билишана.
- Додиг Јосе Мато 5 из Затона.
- Добријевић Милоша Младен 6 из Варивода.
- Добрић Мате Душан 8 из Добропољаца код Кистања.
- Допуђа Аћима Стеван 3 из Крушева код Обровца.
- Драган Боже Јаков 3 из Бристовице.
- Драган Мирка Анте 5 из Бристовице.
- Драгић Петра удова Симеуна 5 из Отишића.
- Драгичевић Луке Сергије 4 из Голубића код Бенковца.
- Драгичевић Луке Станко 6 из Голубића код Бенковца.
- Драгичевић Михајла Душан 4 из Голубића код Бенковца.
- Драгичевић Томе Марта рођена Стојисављевић 6 из Отишића.
- Драгишић Вида Милош 6 из Плавна.
- Драгишић Ђуре Ђуро 9 из Плавна.
- Драгун Ивана Мато 3 из Локвичића код Имотског.
- Дражин Јакима Лука 3 из Каштел Камберовца код Сплита.
- Држак Рада Петар 6 из Мале Полаче.
- Дрезгић Данета Петар 8 из Мушковаца.
- Дрезгић Љубомира Пера рођена Чуде 4 из Мушковаца.
- Дропулић Мате Иван 2 из Бистрице.
- Дрча Васе Дмитар 8 из Парчића.
- Дрча Јове Душан 11 из Парчића.
- Дубајић Ђурђа Марко 5 из Плавна.
- Дубајић Ђуре Аница 6 из Плавна.
- Дубајић Симе Марко 5 из Плавна.
- Дубајић Стојана Симо 8 из Плавна.
- Дубајић Тодора Душан 8 из Плавна.
- Дундић Јосипа Мијо 8 из Грабовца код Шестановца.
- Дучић Мате Вана рођена Костовић 5 из Винишћа.

## Ђ
- Ђаковић Вује Јован 3 из Билишана.
- Ђапић Боже Никола 7 из Бителића.
- Ђапић Боже Стеван 8 из Бителића.
- Ђапић Ђуре Никола 6 из Бителића.
- Ђапић Јована Јаков 12 из Бителића.
- Ђапић Петра Душан 6 из Бителића.
- Ђапић Петра Лука 5 из Бителића.
- Ђапић Петра Никола 5 из Бителића.
- Ђапић Филипа удова Мара рођена Шарић 5 из Бителића.
- Ђерђа Мила Пашко 2 из Земуника код Задра,
- Ђула Анте Анђа рођена Палешко 5 из Отава код Сиња.
- Ђумић Мирка Никола 9 из Плавна.
- Ђурић Крсте удова Стана рођена Бодрожић 3 или 4 из Маовице код Врлике,
- Ђурица Ђуре Петар 3 из Ђеврске.
- Ђурица Боже Миле 3 из Зечева код Кистања.
- Ђурица Тодора Ћетко 3 из Антеља код Стоца.

## Е
- Елез Ивана Ловро 7 из Доњег Огорја код Мућа.
- Ерак Мате Милка рођена Матковић 4 из Рапче код Вргорца.
- Ераковић Николе Милан 5 из Штикова.
- Ергић Стипан Јосо 5 из Мандалине код Шибеника.
- Ергић Шпире Шпиро 3 из Гаћелеза код Шибеника.
- Ерцег Анте Хуго 2 из Мандалине код Шибеника.
- Ерцег Дуја Лука 7 из Милошића код Вргорца.
- Ерцег Ивана Петар 4 из Постане код Омиша.
- Ерцег Јована Ђуро 6 из Горњег Земуника код Задра.
- Ерцег Луке Божо 2 из Горњег Земуника код Задра.
- Ерцег Боже Јован 3 из Горњег Земуника код Задра.
- Ерцеговић Јосипа Ловро 6 из Рогознице.
- Ерцеговић Николе Марко 8 из Сат Долца код Шибеника.

## Ж
- Жаја Анте Иван 7 из Аржанова код Шибеника.
- Жакнић Ивана Иван 3 из Блата.
- Ждерић Анте Јуре 4 из Бриста.
- Ждерић Анте Славко 2 из Грченика.
- Ждерић Николе Љубо 5 из Грченика.
- Ждерић Николе Манда рођена Ждерић 2 из Грченика.
- Ждерић Павла Сузана из Грченика.
- Жежељ Николе Никола из Ервеника код Кистања.
- Живковић Анте Анте 4 из Котења код Трогира.
- Живковић Мате Смиља 4 из Зечева.
- Жувела Петра Франко 2 из Блата.

## З
- Загорац Глише Раде 11 из Отишића.
- Загорац Дмитра Цвита рођена Марјановић 2 из Отишића.
- Загорац Ђуре Ђуро 9 из Отишића.
- Загорац Јована Цвита рођена Росић 8 из Отишића.
- Загорац Луке удова Марија 4 из Отишића.
- Загорац Стевана удова Марта 3 из Кољана.
- Загорац Михајла удова Милица 3 из Отишића.
- Загорац Николе Илија 5 из Кољана.
- Загорац Петра Лука 7 из Отишића.
- Загорац Петра Милан 4 из Отишића.
- Зфрановић Јосипа Анте 4 из Првић Луке код Шибеника.
- Зеленовић Ђуре Васо 3 из Цивљана код Сиња.
- Зеленовић Ђуре Марко 5 из Цивљана код Сиња.
- Зеленовић Илије удова Цвета рођена Беринић 3 из Цивљана.
- Златић Антона Антон 6 из Ријеке.
- Земљаковић Анте Петар 6 из околине Омиша.

## И
- Иванда Томе Роко 6 из Затона.
- Иванковић Видоја Томо 9 из Добрина код Метковића.
- Иванчев Ивана Стипе 3 из Марине.
- Иванчев Јозе Мијо 4 из Марине.
- Ивас Нарциса Анте 2 из Водица.
- Ивковић Шимуна Стипе 7 из Брказа код Сиња.
- Икач Саве Богдан 9 из Коларине код Бенковца.
- Иљегић Илије Никола 6 из Броћанца.

## Ј
- Јарас Јосипа Јосип 3 из Јадраса код Сушака.
- Јанковић Јована Јован 4 из Бабадола код Книна.
- Јанковић Николе Илија 5 из Баљака.
- Јакус Које Јуре 6 из Врсине.
- Јакус Анте Мате из Марине.
- Јакус Јакова Вицко 3 из Врсине.
- Јакус Марка Анте 4 из Марине.
- Јакус Мате Иван 7 из Врсине.
- Јакшић Томице Анте са Виса.
- Јандријевић Павле Дујо 5 из Главица код Сиња.
- Јелинић Марка Иван 4 из околине Задра.
- Јеловић Анте Петар 10 из Ораха.
- Јеловић Роке Никола 3 из Капије код Шибеника.
- Јерковић Анте Стипан 8 из Бристре.
- Јерковић Стипе Јурка из Бристе.
- Јерковић Филипа Анте 6 из Бристе.
- Јовић Анте Мате из Драгљена код Вргорца.
- Јовић Јакова Петар 5 из Бителића.
- Јовић Луке Иван 8 из Дуге Њиве код Вргорца.
- Јовић Томе Илија 5 из Дрвара.
- Јовић Томе Јован 5 из Бителића.
- Јовић Томе Никола 5 из Дрвара.
- Јовић Тодора Стефанија 6 из Дрвара.
- Јовичић Илија Никола 4 из Цивљана.
- Јовичић Николе Лука 7 из Плавна.
- Јокић Николе Лазар 12 из Затона.
- Јукић Јакова удова Марија рођена Јукић 4 из Браловића код Мућа.
- Јукић Луке Јуре 5 из Бителића.
- Јукић Луке Мијо 6 из Бителића.
- Јукић Петра удова Цвита рођена Маленица 3 из Браловића.
- Јукић Филипа Матија рођена Јукић 4 из Бителића.
- Јурас Анте Нико 7 из Шибеника.
- Јурко Јура Давид 3 из Војнића код Сиња.

## К
- Кабић Тодора Јово 14 из Ервеника.
- Калабић Јосипа Иван 3 из Доњег Села код Сплита.
- Калајџић Филипа Петар 2 из околине Омиша.
- Каленко Крсте Гојко из Кољана.
- Капетановић Ивана Јуре 5 из Огорја.
- Капор Пријана Пријан из Блата.
- Катић Боже Данило 7 из Бравчевог Долца.
- Катић Боже Марко 3 из Постиње код Сиња.
- Катић Илије Илија 5 из Бравчевог Долца.
- Катић Марка уд. Матија рођ. Мариновић 6 из Баћине.
- Катић Милана Аница 5 из Врлике.
- Катић Милана уд. Аница 5 из Бравчевог Долца.
- Катовић Анте Лука 5 из Ораха.
- Катовић Грге Јозо 5 из Завојана.
- Катовић Ивана уд. Аница рођ. Катовић 3 из Завојана.
- Катовић Јуре Стипе 3 из Завојана.
- Кереш Павла Иван 4 из Дугог Села.
- Кларица Крижана Томо 5 из Раштевића.
- Кларић Јерка Иван 10 из Дубравица.
- Кларић Шпире Јозо 6 из Дубравица.
- Клинац Анте Мијо 5 из Бристе.
- Кнежевић Илије Илија 6 из Парчића.
- Кнежевић Лазе Ђуро 6 из Радљевца.
- Колар Нике Јово 7 из Кољана.
- Колунџић Михајла Обрад 5 из Модриног Села.
- Комазец Саве Ђуро из Жегара.
- Косановић Николе Младен 3 [није наведено место].
- Костић Томе Милош 5 из Мокрог Поља.
- Костовић Анте Недељко 3 из Винишћа.
- Ковачевић Јована Ђуро 5 из Кољана.
- Ковачевић Петра уд. Цвита рођ. Порубић 5 из Подосоја.
- Ковачевић Војина Никола 7 из Ервеника.
- Ковачић Луке Никола 3 из Дабра.
- Ковачић Петра Вицко 5 из Челина.
- Кривошић Јована Илија 3 из Отишића.
- Кркобабић Лазе Дмитар 4) из Кољана.
- Курхар Крсте Јаков 3 из Раслине.
- Куриџа Саве Тодор 4 из Билишана.
- Кузманић Ловре Која 4 из Ораха.
- Кузмановић Јакова Андрија 5 из Ораха.

## Л
- Лабор Мате Марко 7 из Гориша.
- Лацмановић Анте Јосо 7 из Дубраве.
- Лацмановић Анте Марко 7 из Дубраве.
- Лалић Даке Стеван 5 из Кистања.
- Лалић Душана Јанко 6 из Горица.
- Лалић Николе Танасије 12 из Кистања.
- Лалић Обрада Петар 3 из Мокрог Поља.
- Ландека Томе Марко 4 из Врпоља.
- Латин Анка из Блата.
- Латковић Шимуна Мијо 2 из Заострога.
- Лазиница Дмитра Божо 8 из Грачаца.
- Лазиница Максима Душан 3 из Грачаца.
- Лескур Лазара Мирко 7 из Драгешића.
- Лескур Николе Дујо 6 из Горњег Огорја.
- Леваја Стевана Јован 6 из Радучића.
- Лежајић Саве Никола 6 из Ђеврски.
- Лијевић Мате Лука 7 из Засиока.
- Локас Дунка Петар 6 из Раслине.
- Локас Јерка Марко 7 из Раслине.
- Локас Јерка уд. Даница рођ. Алвиж 3 из Раслине.
- Локас Јосе Иван 10 из Раслине.
- Локас Нике Јосо 7 из Раслине.
- Локас Нике Нико 9 из Раслине,
- Локас Нике уд. Филипа 8 из Раслине.
- Локас Петра Јере 6 из Раслине,
- Локас Стипе Рудолф 9 из Раслине.
- Лолић Илије Милош 6 из Врховина.
- Лолић Илије Стеван 5 из Рудопоља.
- Лолић Стојана уд. Марта рођ. Левнајић 3 из Врховина.
- Ловрић Николе Никола 5 из Шибеника.
- Ловрић Николе Светин 3 из Севида.
- Ловрић Пашка Бено 3 из Севида.
- Ловрић Пашка Филип 9 из Ширитоваца.
- Лучић Луке Анте 5 из Застражишћа.

## Љ
- Љаљић Јована Петар 6 из Кољана.
- Љубичић Петра Марко 4 из Аржана.

## М
- Мацура Душана Јека рођ. Урукаловић 4 из Ервеника.
- Мацура Ђуре уд. Рајка 3 из Мацура.
- Мацура Илије уд. Јања рођ. Мацура 5 из Ервеника.
- Мацура Јована Миле 3 из Ервеника.
- Мацура Мијата Танасије 7 из Ервеника.
- Мацура Тодора Милкан 6 из Крупе.
- Мацура Тодора уд. Боја рођ. Иваниш 9 из Ервеника.
- Мацура Вује Богдан 16 из Ервеника,
- Маглов Давида Давид 6 из Мале Полаче,
- Маглов Ђуре Ђуро 8 из Мале Полаче.
- Маглов Милана Саво 7 из Мале Полаче.
- Маглов Петра Марта рођ. Маглов 8 из Мале Полаче.
- Маглов Танасија Саво 5 из Мале Полаче.
- Мајсторовић Петра Мирко 4 из Билишана.
- Максимовић Вукадина Милош 8 из Бискупије.
- Маленица Ђерасима Ђуро 6 из Пристега.
- Маленичић Ивана Анте 3 из Острвице.
- Малеш Анте Матија 4 из Брштанова.
- Малеш Штипана Јаков 7 из Гљева.
- Малић Вицка Иван 5 из Брачевића.
- Мандић Франа Марин из Дубраве.
- Мандић Шимуна уд. Пера рођ. Ђаковић 3 из Гориша.
- Марчетић Дамјана Петар 6 из Кољана.
- Марчетић Илије Раде 5 из Кољана.
- Марчетић Лазе уд. Ружица 5 из Кољана.
- Марчетић Николе Милан 5 из Кољана.
- Марчић Петра Марин 5 из Смољана.
- Марчина Андрије Санто 5 из Луке.
- Маричић Вицка Иван 2 из Старе Башке.
- Маринко Тодора Лазар 7 из Гарјака.
- Маринковић Боже Симо 4 из Плавна.
- Маринов Боже Јосо 10 из Примоштена.
- Мариновић Анте Иван из Завојана.
- Мариновић Мате Штипан 6 из Корита.
- Мариновић Мије Анте 5 из Завојана.
- Мариновић Мије Анте 6 из Младенића.
- Марјановић Илије Лазо 8 из Бравчевог Долца.
- Марјановић Јована уд. Мара рођ. Боговац 5 из Кољана.
- Марјановић Николе Анте 4 из Љубача.
- Марјановић Петра Раде из Граба.
- Марјановић Саве Јово 5 из Врбника.
- Марјановић Тодора Ђуро 6 из Бравчевог Долца.
- Марјановић Васе Ђуро 8 из Бравчевог Долца.
- Маровић Анте Мијо 8 из Корашца.
- Маровић Жарка Иван 6 из Корашца.
- Мартић Данета Петар 7 из Мокрог Поља.
- Мартић Николе Ђуро 5 из Бузете.
- Мартић Николе Тодор 7 из Жагровића.
- Мартић Петра Марко 8 из Миочића.
- Мартић Саве Петар 8 из Жагровића.
- Мартиновић Анте Марко 7 из Затона,
- Мартиновић Петра Франко 8 из Блата.
- Мартиновић Томе Анте 9 из Затона.
- Маруница Ивана Јерко 3 из Вучипоља.
- Марушић Анте Стипе 6 из Локве.
- Машковић Марка Фрањо 3 из Блата.
- Матак Стевана Никола 5 из околине Задра,
- Матић Даке Стипе 3 из Раслине.
- Матијаш Анте Јерко 5 из Марине.
- Матијаш Блажа Шимун из Марине.
- Матијаш Марина Светин 4 из Врсина.
- Матијевић Лазара Петар 12 из Ервеника.
- Матијевић Лазе Дане 13 из Ервеника.
- Матијевић Луке уд. Марија рођ. Жежељ 5 из Ервеника.
- Матковић Анте уд. Матија рођ. Матовић 2 из Завојана.
- Матошин Анте Јуре 4 из Примоштена.
- Матошин Јосипа Крсто 5 из Широка.
- Меданић Крсте Анка 4 са Малог Ижа.
- Меданић Шимуна Томо 2 са Малог Ижа.
- Михаиловић Дмитра Петар 4 из Војнића.
- Михаљевић Ивана Мирко 3 из Острвиц.
- Михаљевић Павла Вјекослав 5 из Каштел Гомилице.
- Мијалић Матије Јаков 4 из Рогознице,
- Микелин Вицка Јосип 4 из Примоштена.
- Миланко Николе Божица рођ. Чуде 4 из Мушковаца.
- Миланковић Филипа Душан 5 из Баљака.
- Миланковић Илије Петар 4 из Мушковаца,
- Миланковић Илије Раде 5 из Мушковаца.
- Миланковић Јована Милош 6 из Мушковаца.
- Миланковић Јуре Јаков 2 из Баљака.
- Миланковић Милана Стеван 5 из Баљака.
- Миланковић Милоша Јован 6 из Мушковаца.
- Милаш Васе Васо 8 из Цетине.
- Милашиновић Станка Никола 6 из Војнића.
- Милат Николе Фрањо 7 из Блата.
- Милетић Мате Јосип 5 из Билишана.
- Милетић Штипана Драго 5 из Прапатнице.
- Милић Јандрије Чедо 13 из Жегара.
- Милић Лазе Мијат 2 из Жегара.
- Милић Трифуна Душан 3 из Жегара.
- Миливојевић Илије Саво 10 из Полаче.
- Милостић Томе Анте 3 из Макарске.
- Милостић Томислава Андрија 5 из Макарске.
- Милошевић Јозе Мате 4 из Затона.
- Миловић Ивана Мијо 6 из Баљака.
- Миљковић Петра Павле 5 из Бравчевог Долца.
- Миошић Јуре Иван 9 из Бриста.
- Мирковић Саве Стеван 6 из Велике Полаче.
- Мирковић Василија Дамјан 7 из Полаче.
- Мише Блажа Којо 8 из Округа.
- Мише Ивана Јерка рођ. Кузманић 5 из Округа.
- Мишерда Мартина Анте 7 из Горњег Долца.
- Мишићин Фабијана Божидар из Каштел Камбеловца.
- Мишковић Душана Тодор 3 из Билишана.
- Мишковић Михајла Душан 12 из Билишана.
- Мишковић Томе Душан 6 из Билишана.
- Мишура Николе Марија рођ. Саџак 4 из Краљице.
- Митар Мате Марин 5 из Сегета.
- Митар уд. Николе Марија рођ. Зелина 2 из Сегета.
- Младенић Јосипа Фрањо 2 из Младенића.
- Млађан Дмитра Благоје 4 из Ервеника.
- Млађан Милоша Милан 7 из Ервеника.
- Млинар Раде уд. Ђула рођ. Дрча 9 из Карина.
- Млинар Стевана Крсто 7 из Ислама Грчког.
- Момић Стеве Јанко 7 из Малог Градаца.
- Мрчела Јозе Ива рођ. Рогулић 3 из Рожа.
- Мрчела Петра из Горњег Долца.
- Мрвица Ивана Звонимир 5 са Жирја.
- Мусулин Анте Томо 3 из Густирне.
- Мусулин Грге Стјепан 3 из Драговије.
- Мусулин Јозе Иван из Бриста.
- Мусулин Јозе Мирко 4 из Бриста.
- Мусулин Јозе уд. Матија 4 из Драговије.
- Мусулин Јозе уд. Матија рођ. Клинац 8 из Рупа.
- Мусулин Мате Јозо 6 из Драговије.
- Мусулин уд. Анте Пера рођ. Мусулин 2 из Бриста.

## Н
- Надовеза Томе Никола 4 из Полаче.
- Ненадић Јована Никола 7 из Зелова.
- Ненадић Николе Филип 9 из Дабра.
- Ненадић Петра Лука 7 из Дабра.
- Ненадић уд. Ђуре Цвита рођ. Скоро 6 из Дабра.
- Нешковић Борисава уд. Цвита 5 из Сплита.
- Невешћанин Филипа Томо 6 из Марине.
- Невешћанин уд. Светина Недељка рођ. Иванчев 8 из Густирне.
- Николић Николе уд. Матија рођ. Буструц 4 из Бриста.
- Новаковић Алексе Новак 7 из Бјелине.
- Новаковић Анте Марко 5 из Броћанца.
- Новаковић Марка Никола 5 из Модриног Села.
- Новаковић Петра Јован 7 из Броћанца.

## О
- Обрић Игњатија Стеван 3 из Билишана.
- Обрић Јована Лука 4 из Билишана.
- Обрић Матише Стеван 3 из Билишана.
- Обрић Павла Игњатије 8 из Билишана.
- Обрић Павла Јован 5 из Обровца.
- Огар Илије Трифун 12 из Мушковаца.
- Олујић Андрије Илија 6 из Билишана.
- Олујић Аврама Сергије 5 из Билишана.
- Олујић Луке Јово 4 из Билишана.
- Олујић Петра Аврам 6 из Билишана.
- Олујић Стевана Андрија 5 из Билишана.
- Олујић Стевана Глигорије 4 из Билишана.
- Олујић Стевана Лука 3 из Обровца.
- Олујић Стојана Шпиро 9 из Билишана.
- Опачић Ђурђа Раде 8 из Плавна.
- Опачић Илије Ђуро 5 из Плавна.
- Опачић Јандре уд. Мара 4 из Плавна.
- Опачић Луке Ика 8 из Плавна.
- Опачић Марка Милица 2 из Плавна.
- Опачић Марка Милош 14 из Плавна.
- Опачић Петра Лука 6 из Плавна.
- Орлић Јакова уд. Божица рођ. Крстовић 2 из Винишћа.
- Орлић Николе Матија рођ. Божан 11 из Винишћа.
- Оруч Дмитра Миле 7 из Плавна.
- Оруч Дмитра Раде 4 из Плавна.

## П
- Пачић Душана Милица рођ. Пачић 5 из Главине.
- Падров Луке Ђуро 6 из Главине.
- Палада Андрије Марин 7 из Марине.
- Палада Ивана Јека 4 из Марине.
- Панциров Николе Блаж 5 из Примоштена.
- Панџа Јована Никола 8 из Сухача.
- Папак Анте Светин 4 из Примоштена.
- Парађина Душана Милица рођ. Радош 5 из Броћанца.
- Парађина Луке Марко 5 из Броћанца.
- Парађина Петра Марија рођ. Вујић 4 из Броћанца.
- Парков Јерка Марко 8 из Примоштена.
- Павасовић Ђуре Војин 6 из Баћине.
- Павић Стипана Иван 6 из Сријана.
- Павковић Боже Јозо из Сплита.
- Павловски Боже Маринко 3 из околине Сплита.
- Пажанин Филипа Мара рођ. Анђелић 2 из Винишћа.
- Пејановић Јеке Петар из Небрижевца.
- Пејић Бартула Анте 3 из Сплита.
- Пејовић Луке Марија рођ. Вученовић 4 из Лактаца.
- Пејовић Стевана Марија 4 из Лактаца.
- Пелајић Крсте Зденка 4 из Водица.
- Пеовић Луке Мартин 6 из Острвице.
- Перчин Романа Никола 3 из Солина.
- Пережа Анте Иван 8 из Марине.
- Перић Ђурана Никола 5 из Плавна.
- Перић Николе Јован 7 из Оћестова.
- Перић Павла Анте 6 из околине Сиња.
- Перић Вида Шимун из Кистања.
- Перков Јерка Иван 4 из Драге.
- Перкушић Ђуре Душан 2 из Горњег Подбабља.
- Петровић Ђуре Марија уд. Ковачевић 3 из Примоштена.
- Пијановић Марка Илија 4 из околине Омиша.
- Пиља Ђуре Иван 4 из околине Имотског.
- Пиља Николе Дамјан 7 из Бјелине.
- Пиља Обрада уд. Марта рођ. Шуша 4 из Кунића.
- Пивац Анте Иван 3 из Завојана.
- Пивац Анте Стипе 5 из Завојана.
- Плавшић Јакова Мијо 6 из Ракова Села.
- Плећаш Анте уд. Матија рођ. Плећаш 4 из Бриста.
- Попић Милоша Драгутин 3 из Ервеника.
- Попић Томе Петар 7 из Ервеника.
- Поплашен Боже Илија 4 из Мириловић Поља.
- Поплашен Боже Никола 8 из Мириловић Поља.
- Поповић Јована уд. Аница 7 из Кољана.
- Прга Вицка Иван 6 из Округа.
- Приморац Николе Лука 3 из Кашћа.
- Прнић Мате Иван 6 из Кљенка.
- Пројић Николе Јаков 3 из Пројића.
- Просеница Алексе Дмитар 4 из Броћанца.
- Просеница Алексе Илија 8 из Броћанца.
- Просеница Боже Јованка 6 из Броћанца.
- Просеница Јована Тодор 8 из Броћанца.
- Просеница Марка Марко 8 из Броћанца.
- Просеница Марка Петар 5 из Броћанца.
- Просеница Николе Божидар 9 из Броћанца,
- Просеница Саве Глигорије 3 из Броћанца,
- Просеница Саве Недељко 4 из Броћанца.
- Протега Шимуна Лука 7 из Дубраве.
- Прша Ђорђа Лука 14 из Затона.
- Пуцар Спасе Војко 4 из Глушца.
- Пухарић Николе Божо 7 из Пухарића (Макарска).
- Пунда Јуре Станко 4 из Лиске.
- Пунда Јуре Владо 2 из Лиске.
- Путица Николе Никола 7 из Црногораца.

## Р
- Рачуница Филипа Марија 3 из Раслине.
- Раденић Томе Вицко 4 из Доње.
- Радић Анте Лука из Врсина.
- Радић Анте Мате 4 из Локве.
- Радић Анте Стјепан 4 из Локве:
- Радић Ивана Мате 6 из Марине.
- Радић Јакова Томо 5 из Марине.
- Радић Јосипа Пашко 2 из Подорљака.
- Радић уд. Николе Андрина рођ. Парежа 4 из Марине.
- Радић Вицка Иван из Округа.
- Радиновић Луке Сава рођ. Алфировић 2 из Полаче.
- Радиновић Луке Саво 2 из Полаче.
- Радиновић Стевана Стеван 9 из Полаче.
- Радиновић Васе Шпиро 4 из Полаче.
- Радиновић Васе Тодор 12 из Велике Полаче.
- Радман Ивана Грго 9 из Винина.
- Радош Николе Мирко 6 из Дицме.
- Радуловић Мије Милан 5 из Мале Полаче.
- Рађа Јакова Ловро 3 из Горњег Огорја.
- Рађа Јозе Јаков 7 из Рађа.
- Рађа Мате Анте 9 из Осоја.
- Рађа Мате уд. Марија рођ. Лотра 4 из околине Мућа.
- Рак Паје Иван 6 из Дубраве.
- Рак Шимуна Мирко 6 из Дубраве.
- Рак Штипана Милан 3 из Дубраве.
- Рак Вицка Јозо 11 из Дубраве.
- Ракић Јозе Иван 7 из Вишњице.
- Рашковић Лазе уд. Дука рођ. Радош 4 из Жагровића.
- Реља Мије Анте 2 из Тугара.
- Рељић Петра Душан 6 из Кистања.
- Ринчић Јуре Микула 6 из Врсина
- Ринчић Јуре Никола 6 из Врсина.
- Ринчић Марина Раде 4 из Врсина.
- Ринчић Томе Иванића рођ. Даковић 3 из Врсина.
- Рњак Павла Крсто из Горњег Церања.
- Рњак Василија Трифун 7 из Вуловића.
- Рогић Марка Ђуро из Заграда.
- Рогошић Анте Божо 5 из Дугопоља.
- Ромић Лазара Љубомир 7 из Пристега.
- Рончевић Јуре Мара рођ. Додиг 3 из Милошића (Метковић),
- Рончевић Јуре Мате 9 из Бриста.
- Рончевић Крсте Никола 6 из Бриста.
- Рончевић Павла Петар из Бриста.
- Рожић Данка Анте 3 из Трогира.

## С
- Сакић Стојана Бошко 5 из Добропољаца.
- Самарџић Шимуна Штипан 4 из Граба.
- Самарџија Саве Марта 3 из Пађана.
- Самбраило Николе Андрија 2 из Мартиновића.
- Сарађан Баре Никола 4 из Станковаца.
- Савић Андре Ђуро 6 из Плавна.
- Савић Игњатија Антоније 9 из Плавна.
- Савић Лазе Јован 12 из Плавна.
- Секулић Душана уд. Милица рођ. Паравина 6 из Билишана.
- Секулић Пана Марко 8 из Билишана.
- Секулић Шпире Стеван 7 из Мушковаца.
- Секуловић Ђуре Ристо 8 из Горњег Пролога.
- Сењанин Блаже Мате из Свинце.
- Сеовић Тодора Стеван 9 из Мокрог Поља.
- Симић Јована Миле 5 из Мушковаца.
- Симић Милана Спасоје 2 из Мушковаца.
- Симић Николе Никола 10 из Мушковаца.
- Симић Саве Јуре 4 из Мушковаца.
- Симић Томе Петар 7 из Мушковаца.
- Синичић Анте Марија 3 из Горњег Долца.
- Синовчић Марка Анте 6 из Доњег Села.
- Скендер Мије Грго 4 из Живогошћа.
- Сладић Петра Петар 6 из Бискупије.
- Сладић Симе уд. Дука рођ. Дмитровић 7 из Бискупије.
- Сладић Тодора Илија 2 из Бискупије.
- Сладоја Душана Марко 5 из Лучана.
- Сладоја Мартина Марко 2 из Водица.
- Слатина Ивана Божо 6 из Марине.
- Славко Јозе Анте 2 из Дрвеника.
- Срделић Николе Анте 5 из Блата.
- Срок Ивана Винко 5 из Марчеља.
- Станчић Николе Јерко 3 из Перковића-Сливно.
- Станић Дмитра Јован 5 из Жагровића.
- Станић Марка уд. Роза рођ. Павчевић из Звечања.
- Станић Милоша Мара рођ. Мандић 3 из Црногораца.
- Станојевић Митра Душан 7 из Отишића.
- Старовић Михајла Саво 5 из Самобора.
- Стипанов Франа Стипе 5 из Прека.
- Стојан Ивана Марина 5 из Марине.
- Стојанац Боже Милош 5 из Дицма.
- Стојанац Ђуре Мара рођ. Радош 7 из Сушаца.
- Стојанац Луке Јован 5 из Дицма.
- Стојанац Марка Милош 6 из Сушаца.
- Стојанац Марка Шима рођ. Јукић 8 из Бителића.
- Стојанац Петра Илија 7 из Дабра.
- Стојанац уд. Марка или Милоша Боја рођ. Шербо 6 из Сушаца.
- Стојановић Јакова Даринка 4 из Отишића.
- Стојић Петра Марко 6 из Бителића.
- Стојић Петра Марко 6 из Бителића.
- Стопа Николе Богдан 2 из Мушковаца.
- Стопа Николе Јован 6 из Мушковаца.
- Стопа Николе Саво 7 из Мушковаца.
- Стопа Спасенија Мијат 5 из Мушковаца.
- Стричевић Илије Симо 6 из Кољана.
- Стричевић Милана Боја рођ. Поповић 3 из Стричевића.
- Студин Јерка Анте 5 из околине Сплита.
- Суботић Ђуре уд. Ђурђија рођ. Каран 4 из Доњих Машана.

## Т
- Тадић Јована Никола 10 из околине Сиња.
- Тафра Вицка Владо 5 из Свинишћа.
- Тањга Милана Лазар 4 из Оћестова.
- Таталовић Мила Мирко 13 из Дрежнице.
- Телента Ивана Драго 6 из Блата.
- Тица Петра Дамјан 2 из Мале Полаче.
- Тица Васе Илија 4 из Мале Полаче.
- Тичиновић Марка Шимун 7 из Коштања.
- Тичиновић Николе Марин 5 из Коштањe.
- Токић Марка Анте 7 из Доњег Мућа.
- Токић Николе Блаж 7 из Водица.
- Томаш Крсте Санто 6 са Малог Ижа,
- Томаш Марина Франо 4 из Блата.
- Томаш Шиме Шиме 5 са Малог Ижа.
- Томашевић Стипе Милка из Баћине.
- Томић Марка Никола 9 из Сријана.
- Томић Мате Павао 4 из Сријана.
- Топић Анте Мате 3 из Корушца.
- Торбица Дамјана Кузман 6 из Плавна.
- Торбица Косте Никола 3 из Плавна.
- Торбица Мирка Јован 11 из Плавна.
- Торбица Николе Стана рођ. Бурсаћ 2 из Плавнa.
- Торбица Петра Милош 7 из Плавна.
- Торбица Петра Станко 6 из Плавна.
- Тошић Дмитра Илија 7 из Ђеврски.
- Тривић Јована Божо 4 из Мокрог Поља.
- Трзин Николе Јован 6 из Мириловић Поља.
- Тудор Петра Станко 3 из Сплита.
- Турина Анте Иван 3 из Великог Брда.
- Турукало Петра Миле 8 из Билишана.
- Тутуш Ђуре Марта рођ. Катић (4) из Кољана.
- Тутуш Луке Васо 4 из Кољана.
- Тутуш Тодора Момир 3 из Кољана.

## Ћ
- Ћабо Петра Иван 3 из Јабуке.
- Ћалић Ђера-сима Рајко 7 из Бргуда.
- Ћалић Ђуре Богдан из Бргуда.
- Ћалић Станка Михајло 6 из Војнића.
- Ћук Мије Мате 6 из Мућа.
- Ћукушић Илије Штипан 2 из Ерцеговаца.
- Ћукушић Јуре Јуре 5 из Ерцеговаца.
- Ћулов Ивана Марија рођ. Вукојевић 3 из Кљенка

## У
- Удовичић Стипана ллинка из Водица.
- Ујдур Ивана Петар 10 из Прапатнице.
- Ујевић Маријана Мирко 5 из Кривдола.
- Ујевић Николе Иван 6 из Кривдола.
- Усорац Филипа Иван 7 из Бриста.
- Усорац Јуре Мате 3 из Бриста.
- Усорац Штипана Мате 5 из околине Метковића.
- Устић Тоде Драгиња 2 [није наведено место].
- Утробичић Стипе Данило 4 из Слима.

## Ф
- Франић Динка Марко 7 из Шепурина.
- Франић Стипе Лука 3 из Долца.
- Фрлета Павла Ивка рођ. Стојан 7 из Марине.
- Фурчић Луке Јосип 5 из Примоштена.

## Х
- Хуљев Ивана Пашко 8 из Широка.
- Хуљев Рока Јосип 5 из Широка.

## Ц
- Царев Луке Иван 7 из Каштел Гомилице.
- Царев Рока Анте 3 из Каштел Гомилице.
- Церанић Крсте Марија рођ. Рашковић 6 из Жагровића.
- Цетинић Ивана Иван 2 из Блата.
- Цетинић уд. Ивана Марија рођ. Мартиновић 3 из Блата.
- Цицварић Илија 3 из Кијева.
- Цицварић Петра Мијо 5 из Кијева.
- Црница Анте Мате 4 из Затона.
- Црница Јеросима Борис 3 из Затона.
- Црница Пашка Мате 3 из Затона.
- Црница Шпире Роко 3 из Затона.
- Црногорац Ђуре Јован 5 из Мале Полаче.
- Црногорац Ђуре Лазо 5 из Мале Полаче.
- Црногорац Мила уд. Милица 5 из Мале Полаче.
- Црнокрак Стевана Јован 9 из Пристега.
- Црномарковић Стевана Илија 3 из Цивљана.
- Цвијановић Марка Јован 5 из Плавног.
- Цвитан Мате Јосо 5 из Затона.
- Цвитановић Вјекослава Даниел 3 из Вели Ижа.
- Цвитковац Лазе уд. Пера рођ. Костур 4 из Маовице.
- Цвјетић Николе Илија 3 из Отишића.
- Цвјетић Петра Цвјета рођ. Петровић 6 из Отишића.

## Ч
- Чавлин Данила Данило 4 из Мушковаца.
- Чавлин Стевана Сретко 3 из Мушковаца.
- Чечук Дује Иван из Борка.
- Чечук Штипана Иван из околине Омиша.
- Четник Петра Савка из Цетине.
- Чизмић уд. Звонка Љубица рођ. Љуштица 2 из Сутомишћице.
- Чога Ловре Мате 5 из Затона.
- Чога Петра Анте из Затона.
- Чота Јозе Анте 9 из Чачвине.
- Чота Мише уд. Ива рођ. Глуво 4 из Чапорица.
- Чота Петра Филип 6 из Чачвине.
- Чота Шимуна Иван 5 из Чачвине.
- Човић Ивана Јозо 3 из Завојана.
- Човић Јозе Дујо 2 из Сухача.
- Човић Јозе Јаков 6 из Чапорица.
- Човић уд. Анте Марта рођ. Човић 3 из Сливна.
- Чубрило Тодора Марко 4 из Доњег Церања.
- Чуде Николе Миле 5 из Затона.
- Чуде Павла уд. Милица рођ. Куриџа 5 из Билишана.

## Џ
- Џало Илије Мартин 8 из Чапорица.

## Ш
- Шалов Анте Марин 4 из Марине.
- Шалов Грге Љубо 8 из Марине.
- Шалов Марина уд. Бена рођ. Шалов 4 из Густирне.
- Шарић Петра Илија из Бајагића.
- Шарић Радивоја Илија 9 из Какња код Кистања.
- Шарић Танасије Бранко 5 из Коларине.
- Шего Ђуре Никола 5 из Сплита,
- Шего Митра Божидар 4 из Броћанца.
- Шепаревић Анте Анте 3 из Вела Луке.
- Шепаревић Анте Петар 2 из Блата.
- Шепаревић Јуре Јуре 6 из Блата.
- Шепаревић Петра Петар 9 из Вела Луке.
- Шепутић Антуна Анте 2 из Гдиња.
- Шерић Филипа Анђелија 7 из Прибуда.
- Шерић Мате Иван 2 из Прибуда.
- Шеша Мијата Душан 4 из Биовичиног Села.
- Шијак Вида Стеван 8 из Дрвара.
- Шиндик Стевана Мара 2 из Небрижевца.
- Шинковић Грге Ђуро 3 из Горњег Долца.
- Шинковић Мартина Божо 3 из Горњег Долца
- Шипић Барише Мартин 7 из Ведрина.
- Шипић Николе Мате 2 из Ведрина.
- Шимпрага Прокопа Никола 7 из Радучића.
- Шкарић Анте Божо 8 из Маовице.
- Шкрбић Марка Владо 5 из Затона.
- Шкрбић Мије Боја рођ. Тривић 2 из Барјака.
- Шкугор Нике Петар 4 из Дубраве.
- Шолаја Стевана Јован 4 из Оћестова.
- Шолак Душана уд. Аница рођ. Зеленовић 5 из Цивљана.
- Штампалија Роке Анте 3 из Примоштена.
- Штрбац Танасија Душан 9 из Кистања.
- Шућур Анте Јозо 6 из Горњег Подбабља.
- Шућур Мије Никола 4 из Крстатица.
- Шуморуна Захарија Симо 5 из Врбника.
- Шунић Јозе уд. Милица рођ. Рончевић 3 из Бриста.
- Шунић Јура Јуре уд. Ката рођ. Усорац 5 из Бриста.
- Шуша Аћима Ружица рођ. Олујић 6 из Карина.
- Швељо Глигорија Лука 3 из Билишана.
- Швељо Глигорија Пантелија 7 из Билишана.
- Швељо Глигорија Павле 4 из Билишана.
- Швељо уд. Марка Јека 2 из Билишана.

НАСЕЉА (са ближом локацијом општине или већег насеља) из којих су колонизовани досељеници у Станишић 1945/46:
Антељи (Столац), Аржано (Сињ),
Бободол (Книн), Баћина (Плоче), Бајагићи (Сињ), Баљци (Дрниш), Бараћи
(Мућ), Барјаци (Вис?), Беаре (Мућ), Бенковац, Билице (Шибеник), Билишане
(Обровац), Биовичино Село (Кистање), Бискупија (Книн), Бителић (Сињ),
Бјелина (Бенковац), Блато (оток Корчула), Богашић (Книн), Борак (Омиш),
Брачевић (Мућ), Бравчев Долац (Сињ), Бргуд (Бенковац), Брист (Макарска),
Бриста (Метковић), Бристивица (Трогир), Брназе (Сињ), Броћанац (Клис),
Брштаново (Клис), Будимир (Триљ), Бузета (Глина), Цетина (Врлика), Цивљане
(Врлика), Цривац (Мућ), Црница (Шибеник), Црногорци (Имотски), Чачвина
(Триљ), Чапорице (Триљ), Челина (Омиш), Дабар (Сињ), Дицмо (Сињ), Добриње
(Метковић), Добропољци (Кистање), Долац (Трогир), Доња [?] (Сплит), Доња
Тијарица (Триљ), Доње Церање (Бенковац), Доње Огарје (Мућ), Доње
Село (оток Шолта, Сплит), Доње Ситно (Сплит), Драга (Шибеник), Драгешић [?]
(Шибеник), Драгљен [?] (Вргорац), Драговија (Метковић), Дражевитићи (Метковић),
Дрежница (Огулин), Дрвар, Дрвеник (Макарска), Дубрава (Сплит),
Дубравице (Шибеник), Дуге Њиве (Вргорац), Дуги Рат (Омиш), Дуго Село,
Дугопоље (Сплит), Ђеврске (Кистање), Ерцеговци (Сињ), Ервеник (Книн),
Гаћелези (Шибеник), Гарјак (Врлика), Гдињ (оток Хвар), Главице (Сињ), Главина
(Имотски), Глушци (Метковић), Гљев (Сињ), Голубић (Бенковац), Горице
(Кистање), Гориш (Шибеник), Горње Церање (Бенковац), Горње Огарје
(Мућ), Горње Подбабље (Имотски), Горњи Долац (Омиш), Горњи Пролог
(Имотски), Гошић (Кистање), Граб (Триљ), Грабовац (Макарска), Грачац (Кистање),
Градац (Макарска), Грченик (Метковић), Груловићи (Книн), Гугаре
[?] (Омиш), Густирна (Трогир), Хвар, Ислам Грчки (Бенковац), Ивошевци
(Кистање), Јабука (Триљ), Какањ (Кистање), Каприје (оток код Шибеника),
Карин (Обровац), Кашће (Љубушки), Каштел Гомилица (Сплит), Каштел Камбеловац
(Сплит), Каштел Стари (Сплит), Кијево (Врлика), Кистање, Кљенак (Макарска),
Кљенак (Вргорац), Коларина (Бенковац), Кољане (Врлика), Корита
(Сињ), Корушце (Клис), Косоре (Врлика), Костање (Омиш), Котељи (Трогир),
Краљице (Шибеник), Криводол (Имотски), Крњеуве (Кистање), Крстатице
(Имотски), Крупа (Бенковац), Крушево (Бенковац), Крушвар (Сињ), Кунићи
(Бенковац), Лактац (Сињ), Лиска (Сињ), Локва (Омиш), Локвичићи (Имотски),
Лучане (Сињ), Лука (Дуги Оток код Задра), Љубаћ (Книн), Мацуре (Кистање),
Макарска, Мала Полача (Книн), Мали Градац (Глина), Мали Иж (оток Иж код Задар), Мандалина (Шибеник), Маовице (Врлика), Марчељи (Ријека), Марина
(Трогир), Мартиновићи (Дубровник), Медовдолац (Имотски), Милошићи
(Вргорац), Миочић (Дрниш), Миовица (?), Младенићи (Ријека), Модрино Село
(Кистање), Мокро Поље (Книн), Мушковци (Обровац), Небрижевац (Имтоски),
Обровац, Оћестово (Книн), Огорје (Мућ), Округ (Трогир), Орах (Вргорац),
Осоје (Сињ), Острвица (Омиш), Отава (Сињ), Отишић (Врлика), Пађани (Книн),
Парчић (Кистање), Пасичина (Метковић), Перковића-Сливно (Шибеник), Пировац
(Шибеник), Плавно (Книн), Подхумље (оток Вис), Поди (Триљ), Подорљак
(Трогир), Подосоје (Врлика), Полача (Книн), Подсеље (оток Вис), Постиње
(Мућ), Подстрана (Сплит), Позла Гора (Метковић), Прапатнице (Вргорац),
Преко (оток Угљан, код Задра), Прибуде (Мућ), Примоштен, Пристег (Бенковац),
Пројићи (Сињ), Пругово (Сплит), Првић Лука (оток Првић код Шибеника),
Пухарићи (Имотски), Радучић (Книн), Рађе (Мућ), Раково Село (Шибеник),
Раљевац (Книн), Рамљане (Книн), Раслина (Шибеник), Раштевић (Бенковац),
Равча (Вргорац), Ријека, Рогозница, Роже (Триљ), Рудопоље (Оточац), Рупе
(Метковић), Самобор (Гацко), Сапина Доца (Трогир), Сегет Доњи (Трогир),
Сегет (Трогир), Севид (Трогир), Сињ, Сливно (Метковић), Слиме (Оимш),
Смољани (Омиш), Солин, Сплит, Сријане (Омиш), Станковци (Бенковац), Стара
Башка (Крк), Стиља (Вргорац), Стричевићи (Врлика), Сухач (Сињ), Сушак
(Ријека), Сушци (Сињ), Сутомишћица (оток Угљен код Задра), Свинца (Трогир),
Свинишће (Омиш), Шепурине (оток Првић код Шибеника), Шибеник, Широке
(Примоштен), Широтовци (Дрниш), Штиково (Дрниш), Тугаре (Омиш), Вариводе
(Кистање), Ведрине (Триљ), Вела Лука (Корчула), Вели Иж (оток Иж код Задра),
Велика Глава (Кистање), Велика Полача (Книн), Велико Брдо (Макарска),
Везац (Примоштен), Винине (Триљ), Винишће (Трогир), Вис, Вишњица (Метковић),
Водице (Шибеник), Војнић (Сињ), Врбник (Книн), Врховине (Оточац), Врпоље
(Шибеник), Врсине (Трогир), Вученовићи (Врлика), Вучевица (Сплит), Вучипоље
(Сињ), Вуловићи (Бенковац), Заблаће (Шибеник), Заград (Бенковац), Заграда
(Трогир), Засиок (Сињ), Застражишће (оток Хвар), Затон (Шибеник), Завојане
(Вргорац), Зечево (Кистање), Зеленград (Обровац), Зелово (Мућ), Земуник
Доњи (Задар), Земуник Горњи (Задар), Звечање (Омиш), Жагровић (Книн),
Жедно (Трогир), Жегар (Обровац), Жирје (Шибеник), Живогошће (Макарска) и
Жрновица (Сплит).
У Станишић је у мају 1946. г. колонизован и један број тзв. „Македонаца“, односно далматинских добровољачких српских породица, које су, између
1921. и 1936. године, пресељене из Далмације у средишњу и источну Македонију, где су у Овче Пољу (околина града Свети Никола) и Штипу добиле добровољачку земљу у аграрној реформи. Одатле су их, у време Друго светског рата, бугарске окупационе власти протерале у Србију, а почетком 1946. г. те породице су дошле у Бачко Добро Поље, одакле су, њих седамдесет и две, пресељене у Станишић.
Породичне старешине тзв. „македонских“ породица били су:
- Баљак Душан.
- Баљак Миле.
- Бербер Миле.
- Бербер Милош.
- Бербер Стојан.
- Бијанка Душан.
- Борковић Јован.
- Борковић Петар.
- Буљевић Милица.
- Буљевић Стеван.
- Чуде Миле.
- Чуде Милица.
- Ћалић Михајло.
- Делић Никола.
- Деспинић Никола.
- Драгичевић Станко.
- Дрезгић Љубан.
- Дрезгић Петар.
- Ђаковић Јован.
- Гагић Дане.
- Гњатовић Никола.
- Гњатовић Симо.
- Гњатовић Шпиро.
- Гњатовић Васо.
- Гуглета Душан.
- Гуглета Лука.
- Гужвица Обрад.
- Јованчевић Јека.
- Јовић Никола.
- Јовић Стеванија.
- Каленић Саво.
- Крагуљ Никола.
- Куриџа Ђуро.
- Куриџа Стојан.
- Лалић Стеван.
- Лолић Марта.
- Лолић Милош.
- Мацура Миљкан.
- Миланко Марта.
- Миланковић Петар.
- Миланковић Радивој.
- Мишковић Душан.
- Мишковић М. Душан.
- Мишковић Тодор,
- Обрић Игњатије.
- Обрић Јован.
- Обрић Лука.
- Обрић Стеван.
- Огар Трифун.
- Олујић Аврам.
- Олујић Глишо.
- Олујић Лука.
- Олујић Сергије.
- Пиља Дако.
- Пиља Обрад.
- Симић Милентије.
- Симић Петар.
- Швељо Лука.
- Швељо Пајо.
- Швељо Пано.
- Торокало Мицан.
- Вучковић Божо.
- Вучковић Илија.
- Вучковић Тодор.
- Вукадиновић Лазо.
- Вукадиновић Саво.
- Вукадиновић Сенија.
- Вукадиновић Шпиро

(већина овде наведених налази се и на горњем списку, са означеним местима порекла пре пресељења у Македонију).